# A-Traktor

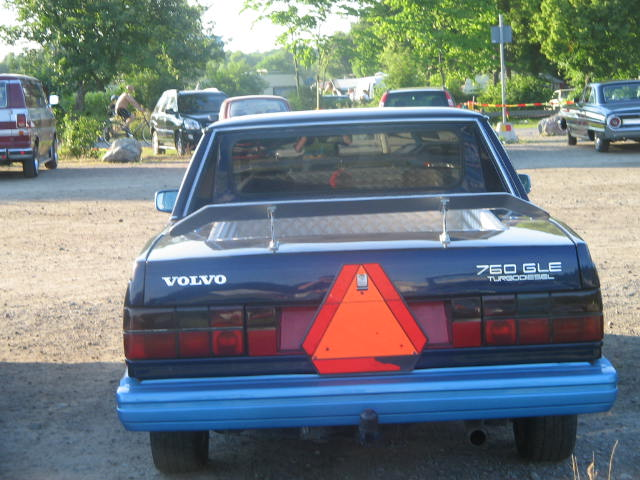
Charakteristisch und zwingend vorgeschrieben: das reflektierende Warndreieck am Heck des Fahrzeugs

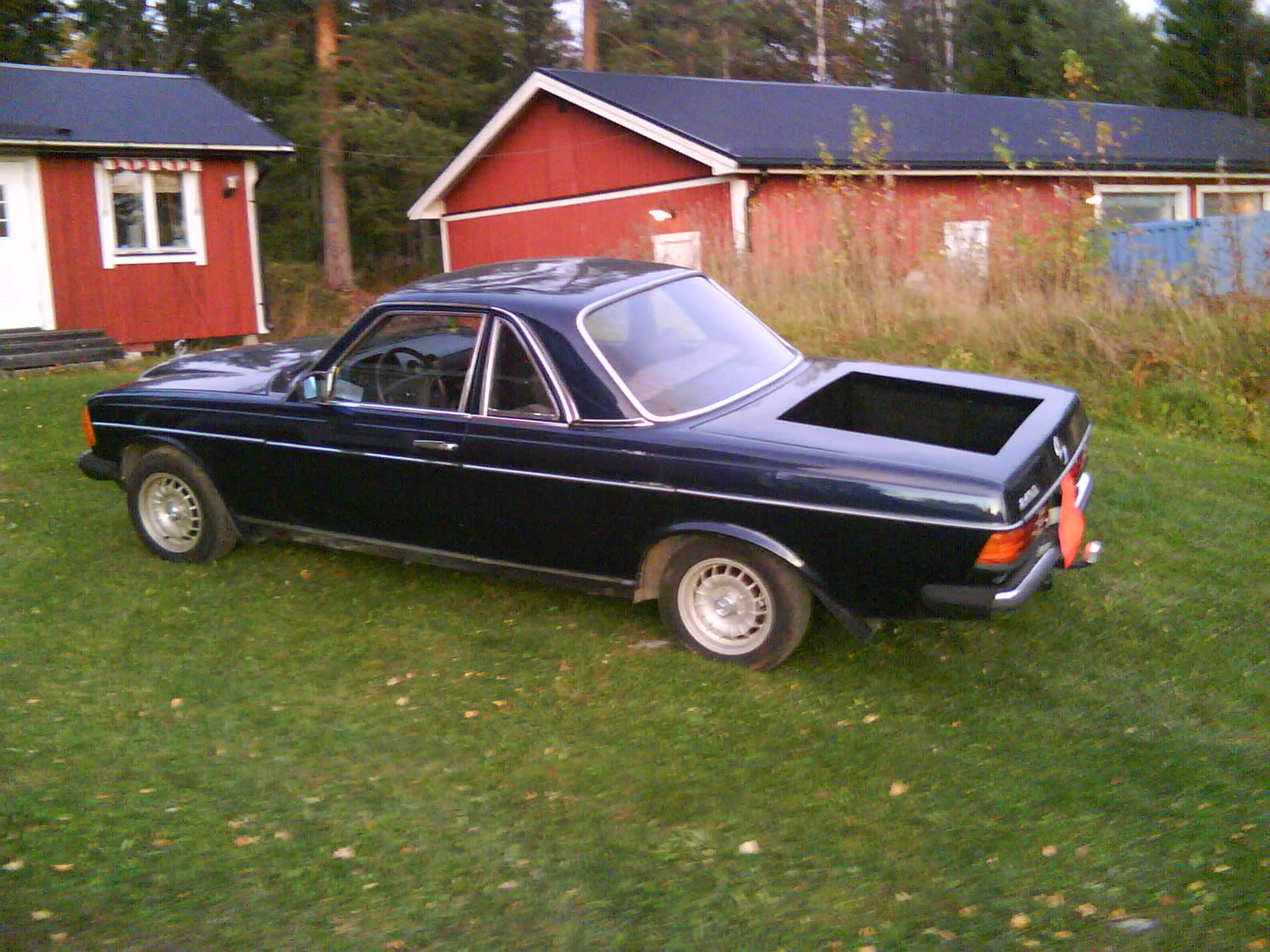
Ein eingekürzter Mercedes W 123, der als A-Traktor in Schweden verwendet wird

Ein A-Traktor ist eine aus einem umgebauten Serienfahrzeug oder Fahrzeugresten selbst konstruierte landwirtschaftliche Zugmaschine in Schweden, die mit einem Führerschein AM gelenkt werden darf. Die Höchstgeschwindigkeit ist mechanisch und/oder elektronisch auf 30 km/h begrenzt. A-Traktoren erfreuen sich bei den Jugendlichen in Schweden großer Beliebtheit.
Umgangssprachlich werden A-Traktoren oft auch als EPA-Traktoren bezeichnet, welche die direkten Vorläufer dieser Zugmaschinen waren.

## Geschichte
Ende der 1920er Jahre wurde mit dem Bau von sogenannten EPA-Traktoren in Schweden begonnen. Es waren aus Altfahrzeugteilen selbst konstruierte Fahrzeuge oder umgebaute Serienkraftfahrzeuge (meist Pkw). In den 1930er Jahren waren sie in Schweden öfter anzutreffen. 1963 wurden als Alternative zu den EPA-Traktoren die A-Traktoren eingeführt, die jedoch strengeren Voraussetzungen unterlagen und daher von den Jugendlichen nicht stark genutzt wurden. Zum 31. März 1975 sollten die EPA-Traktoren verboten und bis zum März 1978 vollständig durch die A-Traktoren ersetzt werden, weil die schwedische Regierung die EPA-Traktoren als Verkehrs- und Unfallrisiko ansah. Nach Protesten und der Sammlung von etwa 6800 Unterschriften änderte die Regierung 1978 ihre Meinung; die Regelungen für EPA-Traktoren und A-Traktoren wurden zusammengeführt und deren Weiterverwendung (auch durch Jugendliche) bis heute ermöglicht.
Um 2020 sollen etwa 12.000 A-Traktoren (EPA-Traktoren) in Schweden betrieben worden sein. Am 15. Juli 2020 erleichterte das schwedische Verkehrsministerium die technischen Voraussetzungen für die Umrüstung auf A-Traktoren, sodass Ende 2021 rund 36.000 in Betrieb gewesen sein sollen.

## Unterschiede bei Traktoren in Schweden
Seit 1975 können keine EPA-Traktoren mehr neu zugelassen werden. A-Traktoren werden oftmals als EPA-Traktoren bezeichnet, auch wenn nach 1975 neu zugelassene A-Traktoren gemeint sind.
Neben den A-Traktoren und B-Traktoren gibt es auch noch die Einteilung in Traktor a und Traktor b. Einfach ausgedrückt ist ein A-Traktor ein in einen Traktor umgebautes Auto, während ein Traktor a ein langsam fahrender Traktor ist (Höchstgeschwindigkeit des Traktor a ist 40 km/h). Traktoren mit höherer Bauartgeschwindigkeit werden als Traktor b klassifiziert. Die Unterteilung Traktor a und Traktor b wurde erst 2016 eingeführt.

## Konstruktive Beschränkungen und Vorgaben

Zwingend vorgeschriebenes Warndreieck am Heck eines A-Traktors, um ihn als langsam fahrendes Fahrzeug zu kennzeichnen

Die bauartbedingte Höchstgeschwindigkeit eines A-Traktors darf auf waagrechter Fahrbahn maximal 30 km/h (±10 %) betragen. Ein A-Traktor muss mit einer Anhängevorrichtung ausgestattet sein, es dürfen nur auf einer Sitzbankreihe Personen befördert werden (Fahrer und maximal 2 Personen) und am Heck muss das Fahrzeug mit einem sogenannten LGF-Schild (schwed.: Långsamtgående fordon) ausgestattet sein. Es macht den A-Traktor als langsam fahrendes Fahrzeug kenntlich.
Wie beim EPA-Traktor muss der A-Traktor konstruktiv so gebaut sein, dass er den Belastungen standhält. Unter Umständen ist ein Überrollbügel einzubauen. Im Gegensatz zum EPA-Traktor ist für den A-Traktor kein fester Grundrahmen vorgeschrieben; die Karosserie kann auch selbsttragend sein.
Vor der ersten Inbetriebnahme eines A-Traktors muss er einer Zulassungsprüfung unterzogen werden. Danach sind regelmäßige Kontrollen vorgeschrieben: die erste 48 Monate nach der Erstzulassung und dann alle 24 Monate.
Werkstätten in Schweden bieten Umbauten von Fahrzeugen in A-Traktoren an.

## Diskussion
Die Verwendung von A-Traktoren (EPA-Traktoren) in Schweden durch Jugendliche wurde immer wieder diskutiert. Der Vorteil liegt darin, dass diese Fahrzeuge weitaus sicherer sind („Knautschzone“) als z. B. Mopeds, die Jugendliche in anderen Ländern verwenden. In einsameren Gegenden sind auch die A-Traktoren sichere und gesundheitschonendere Alternativen zum Moped, vor allem im Winter.

## Musik
- Min EPA-Traktor ist ein Lied von Eddie Meduza.
- Första Gången I En EPA ist ein Lied von De Vet Du.